# Eublemma phaeapera
Eublemma phaeapera là một loài bướm đêm trong họ Erebidae.